# Tour des Flandres 1933
Le Tour des Flandres 1933 est la 17e édition du Tour des Flandres. La course a lieu le 2 avril 1933, avec un départ à Gand et une arrivée à Wetteren sur un parcours de 227 kilomètres.
Le vainqueur final est le coureur belge Alfons Schepers, qui s’impose au sprint à Wetteren. Les Belges Léon Tommies et Romain Gijssels complètent le podium.

## Monts escaladés
- Quaremont (Nouveau Quaremont)
- Kruisberg
- Edelareberg

## Classement final
|    | Coureur               | Pays     | Équipe                    | Temps           |
| -- | --------------------- | -------- | ------------------------- | --------------- |
| 1  | Alfons Schepers       | Belgique | La Française-Dunlop       | 6 h 51 min 00 s |
| 2  | Léon Tommies          | Belgique | Alcyon-Dunlop             | m. t.           |
| 3  | Romain Gijssels       | Belgique | Dilecta-Wolber            | m. t.           |
| 4  | Alfons Deloor         | Belgique | Dilecta-Wolber            | m. t.           |
| 5  | Joseph Lambert        | Belgique | Dilecta-Wolber            | m. t.           |
| 6  | Léon Louyet           | Belgique | Genial Lucifer-Hutchinson | m. t.           |
| 7  | Emiel Decroix         | Belgique | Cycles Depas              | m. t.           |
| 8  | Georges Lemaire       | Belgique | Cycles Depas              | m. t.           |
| 9  | Jozef-Hubert Horemans | Belgique | Dilecta-Wolber            | m. t.           |
| 10 | Sylvère Maes          | Belgique | Alcyon-Dunlop             | m. t.           |